# Silene frivaldszkyana
Silene frivaldszkyana är en nejlikväxtart som beskrevs av Georg Ernst Ludwig Hampe. Silene frivaldszkyana ingår i släktet glimmar, och familjen nejlikväxter. Inga underarter finns listade i Catalogue of Life.